# كاي شومان
كاي شومان (بالألمانية: Kai Schumann ) (و. 1976 – م) هو ممثل، وممثل مسرحي، وممثل أفلام من ألمانيا . ولد في دريسدن.

## روابط خارجية
- كاي شومان على موقع IMDb (الإنجليزية)
- كاي شومان على موقع مونزينجر (الألمانية)
- كاي شومان على موقع ألو سيني (الفرنسية)
- كاي شومان على موقع أول موفي (الإنجليزية)
- كاي شومان على موقع قاعدة بيانات الفيلم (الإنجليزية)
- كاي شومان على موقع كينوبويسك (الروسية)